# Development hell
Development hell, traduït literalment sota el nom infern del desenvolupament (també anomenat infern de producció) és un terme utilitzat en l'argot de la indústria dels mitjans de comunicació per referir-se a una pel·lícula, un videojoc, un programa de televisió, un guió o una aplicació de programari, que és aturada en mig procés de creació. Un terme que s'utilitza per denominar a un concepte o idea que es manté en desenvolupament (sovint es mou entre diferents equips, guions o estudis) per un temps especialment llarg abans que progressi a producció, si és que alguna vegada ho fa. Els projectes en aquest infern de desenvolupament no es cancel·len oficialment, però el treball en ells s'alenteix o deté totalment.

## Descripció general
Les companyies de la indústria cinematogràfica sovint compren els drets cinematogràfics de moltes novel·les populars, videojocs i historietes, però pot portar anys que aquestes propietats es portin a la pantalla amb èxit i, sovint, amb canvis considerables en la trama, els personatges i el to general.
Aquest procés de preproducció pot durar mesos o fins i tot anys. La majoria de les vegades, un projecte atrapat en aquest estat durant un període perllongat de temps serà abandonat per totes les parts interessades o es cancel·larà directament. Hollywood comença deu vegades més projectes que es llancen, molts guions acabaran en aquest estat de llimbs i incertesa sobre el seu futur. Això ocorre més sovint amb projectes que tenen múltiples interpretacions i reflecteixen diversos punts de vista, aquells que suposen un repte en l'àmbit tècnic, formal o narratiu.

## Causes
En el cas d'un guió cinematogràfic o televisiu, solen haver-hi nombrosos casos on el guionista ha venut exitosament un guió a productors o executius d'un estudi, però després els nous executius assignats al projecte poden presentar objeccions a decisions anteriors, obligant a reescriptures i fins i tot a canvis argumentals. A mesura que els directors i actors s'uneixen al projecte, es poden tornar a redactar per tal de satisfer les necessitats dels nous talents involucrats en el projecte.
També pot donar-se el cas que els guionistes tinguin un problema amb l'acord final de drets després de signar una opció, que requereix una investigació sobre la cadena de títol. El projecte pot quedar bloquejat fins que la situació es resolgui i els participants del projecte estiguin satisfets amb els termes complets de l'acord.
Si una pel·lícula està en desenvolupament, però mai rep els fons monetaris de producció necessaris, un altre estudi pot executar un acord de canvi i produir amb èxit la pel·lícula.
Un exemple d'aquesta situació és quan Columbia Pictures va aturar la producció de E.T. the Extra-Terrestrial. Universal Pictures va ser l'estudi que després va reprendre la pel·lícula i la va convertir en el gran èxit que va ser. Si un estudi abandona completament un projecte cinematogràfic, els costos es donen de baixa com a part de les despeses generals de l'estudi. De vegades, els estudis aturaran la producció d'una pel·lícula per garantir que els actors involucrats estiguin disponibles per a un projecte diferent, el qual l'estudi atorga prioritat.

L'artista conceptual i il·lustrador Sylvain Despretz ha suggerit que "L'infern del desenvolupament no ocorre amb directors sense nom. Ocorre només amb directors famosos amb els quals un estudi no s'atreveix a trencar. I així és com acabes per dos anys"., ja saps, polir una merda. Fins que, finalment, algú s'allunya, a un gran cost ".
Amb els videojocs, el progrés lent i la falta de fons poden portar als desenvolupadors a enfocar els seus recursos en altres llocs. Ocasionalment, les parts completes d'un videojoc no compleixen amb les expectatives, i els desenvolupadors acaben decidint abandonar el projecte en lloc de començar de zero. La fallada del llanamente del joc o errors comercials d'un videojoc també pot donar lloc a retards o cancel·lacions de possibles seqüeles.

## Exemples notables

### Pel·lícules
- Alien vs. Depredador: Alien vs. Depredador es va planejar per primera vegada poc després del llançament en 1990 de Depredador 2, per llançar-se al llarg del 1993. La producció del film es va aturar durant més d'una dècada; presentant canvis constants d'actors, a més de reinicios i promocions fallides de la pel·lícula. Finalment la pel·lícula va ser estrenada el 2004.[9]

- Akira: Warner Bros. va adquirir els drets per realitzar l'adaptació nord-americana en viu de la pel·lícula d'anime i el manga del mateix nom el 2002. Des d'aquest inici s'han realitzat diversos intents per filmar-la.[10] Els directors adjunts al projecte des de 2002 han inclòs a Stephen Norrington, Ruairí Robinson, els germans Hughes, George Miller, Christopher Nolan i Jaume Collet-Serra. El 2019 es va anunciar que el rodatge es faria més tard aquell any, en una producció produïda per Andrew Lazary Leonardo DiCaprio, i dirigida per Taika Waititi.[11] Tot i això, actualment el film encara no s'ha produit, havent-hi rumors de cancel·lació de la producció que mai han estat confirmats.[12]

- Alita: Battle Angel: l'adaptació d'acció en viu de James Cameron de la sèrie de màniga de Yukito Kishiro, Alita: Angel de combat estava en un infern de desenvolupament des dels principis de la dècada de 2000. El projecte finalment es va completar sota la direcció de Robert Rodriguez i es va llançar el 2019.[13][14]

- Atles Shrugged: Les adaptacions cinematogràfiques de la novel·la d'Ayn Randse es van perllongar dins l'infern del desenvolupament durant gairebé quaranta anys abans que la novel·la finalment es presentés en la primera part d'una trilogia el 2011.[15] La segona part (Part II) va aparèixer el 2012, i la tercera part (Part III) es va estrenar el setembre de 2014.[16]

- Atuk: És una adaptació cinematogràfica de la novel·la L'incomparable Atuk. Norman Jewison va comprar els drets de la pel·lícula per primera vegada el 1971, i des de llavors hi ha hagut diversos intents per produir-la. Una llegenda de Hollywood sosté que el projecte està maleït, a causa de la mort prematura de diversos actors que van expressar interès en el paper principal: John Belushi, Sam Kinison, John Candy, Phil Hartman i Chris Farley.[17]

- Austin Powers 4: La possibilitat d'una tercera seqüela de la pel·lícula Austin Powers: International Man of Mystery va ser anunciada per primera vegada en 2005 per Mike Myers, qui va dir: "Hi ha esperança!", "Tots estem donant voltes i parlant entre nosaltres. Trobo a faltar fer els personatges".[18] Al juliol de l'any 2008, Mike Myers va declarar que havia començat a escriure Austin Powers 4, i que la trama és "realment sobre el Dr. Malito i el seu fill".[19] El setembre de 2013, quan se li va preguntar sobre el futur d'Austin Powers, Myers va respondre: "Encara estic pensant en això".[20]

- Bajirao Mastani: La pel·lícula va ser concebuda en la dècada de 1990 i finalment va ser anunciada el 2003. Tot i això, el film va ser arxivat indefinidament a causa del constant canvi de l'elenc. La pel·lícula va ser finalment reviscuda el 2014 i va entrar en producció immediatament. Es va estrenar al desembre de 2015.[21]

- Batman Unchained: El fracàs de Batman & Robin el 1997 va dificultar molts intents de produir una cinquena pel·lícula de Batman fins que Warner Bros. va optar per reiniciar la sèrie el 2005, la qual cosa va donar com a resultat Batman Begins, que va tenir un èxit molt major.[22]

- Beetlejuice 2: El 1990, Tim Burton va encarregar una seqüela de Beetlejuice anomenada Beetlejuice Goes Hawaiian, escrita per Jonathan Gems.[22] Després de reescriure múltiples estudis, el 1997 Gems va declarar que la pel·lícula mai es relitzaria. En l2011, Warner Bros. va contractar a Seth Grahame-Smith per escriure i produir una seqüela.[23] El 2013, Winona Ryder va expressar el seu interès en la seqüela i va dir: "Sóc alguna cosa així com un jurament de secret, però sembla que podria estar succeint 27 anys després".[24] El gener de 2015, l'escriptor Grahame-Smith va dir que el guió estava acabat i que ell i Burton tenien la intenció de començar a filmar abans de finalització d'any, i que tant Keaton com Ryder tornarien en els seus respectius rols.[25] Finalment, l'abril de 2019, Warner Bros. va declarar que la seqüela havia estat arxivada.

- Beverly Hills Cop III: El film va passar per diverses revisions de guions, inclòs un tractament que feia que Axel Foley s'unís a un detectiu de Scotland Yard (interpretat per Sean Connery), fins que finalment va ser alliberat.[26][27][28][29]

- El treball brasiler: una seqüela de la nova versió de 2003 de The Italian Job estava en desenvolupament durant l'estiu de 2004, però es va encarar a múltiples retards i problemes. La fotografia principal estava programada pe començar ale març de 2005, amb una data de llançament projectada per a novembre o desembre de 2005.[30] No obstant això, el guió mai es va finalitzar, i la data de llançament es va retardar al 2006,[31] i més tard per a l'estiu de 2007.[32] L'escriptor David Twohy es va acostar a Paramount Pictures amb un guió original titulat The Wrecking Crew, i encara que a l'estudi li va agradar la idea, van pensar que funcionaria millor com una seqüela de The Italian Job.[33] Grey estava programat per tornar com a director, així com la majoria, si no tots, de l'elenc original.[33]Almenys dos esborranys del guió s'havien escrit per a agost de 2007, però el projecte no es va desenvolupar.[34]

- A Confederacy of Dunces, la novel·la guanyadora del premi Pulitzer, ha anunciat una adaptació cinematogràfica almenys set vegades. Van haver-hi diversos intents d'escriure un guió complet però el projecte es va encallar i finalment abandonar.[35][36][37][38][39][40]

- Dallas Buyers Club: el guió va ser escrit al setembre de 1992 per Craig Borten. Al llarg de la dècada de 1990, va escriure 10 guions diferents, amb l'esperança que es pogués produir el film. No va poder obtenir respatller financer, passant per tres directors diferents, essent finalment estrenada el 2013 sota la direcció de Jean-Marc Vallée.[41]

- The Dark Tower: una adaptació de la novel·la de Stephen King The Dark Tower es va estar desenvolupant des del 2007,[42] acabant estrenant-se el 4 d'agost de 2017.[43]

- Deadpool: Deadpool va estar en l'infern del desenvolupament durant més de 15 anys.[44] El maig de l'any 2000, Artisan Entertainment va anunciar un acord amb Marvel Entertainment per coproducir, finançar i distribuir una pel·lícula basada en els llibres d'historietes de l'editorial Marvel Comics i el seu personatge de Deadpool.[45] El febrer de l'any 2004, New Line Cinema va intentar produir una pel·lícula de Deadpool amb l'escriptor/director David S. Goyer treballant en l'escissió i l'actor Ryan Reynolds en el paper principal. El mateix Reynolds es va interessar en el personatge després de descubrir que Deadpool es refereix a la seva pròpia aparició com a "Ryan Reynolds es va creuar amb un Shar-Pei".[46][47][48][49] Durant l'agost, Goyer va perdre interès en favor d'altres projectes.[50] El març de 2005, després que New Line posés a Deadpool en aturada, 20th Century Fox es va interessar en la producció del projecte.[51] Fox va considerar una derivació de Deadpool als inicis del desenvolupament de X-Men Origins: Wolverine, que tenia a Reynolds en el paper, i després del primer cap de setmana amb un gran èxit d'aquesta pel·lícula, es va anunciar que estava presentant Deadpool als escriptors del film, amb Lauren Shuler Donner com a productora.[52] Donner volia que la pel·lícula reiniciés el personatge de Deadpool, ignorant la versió d'ell en X-Men Origins: Wolverine i incloent els atributs que el personatge té en els còmics, com trencar la quarta paret.[53] Rhett Reese i Paul Wernick van ser contractats per escriure el guió el gener de 2010, i Robert Rodriguez va rebre un esborrany inicial del guió el mes de juny del mateix any.[54][55] Després del fracàs en les negociacions amb Rodríguez, Adam Berg va emergir com un dels principals candidats per la direcció de la pel·lícula.[56] Finalment, l'abril de 2011, l'especialista en efectes visuals Tim Miller va ser contractat com a director, fent de la pel·lícula el seu primer debut com a director.[57] El setembre de 2014, Fox avanunciar la data d'estrena de la pel·lícula pel 12 de febrer de 2016.[58] La pel·lícula es va llançar en aquesta data, rebent un gran nombre decrítiques positives,[59][60] convertint-se en la novena pel·lícula més taquillera de 2016 mundialment,[61] així com la pel·lícula amb classificació R de major recaptació de tots els temps.[62][63]

- Death Note: Aquesta pel·lícula neo-noir sobrenatural de terror per a adolescents realitzada el 2017 es basa en el manga japonès i l'anime amb els mateix nom. Aquest projecte estava en desenvolupament des d'agost de 2007.[64] La companyia de producció nord-americana Vertigo Entertainment originalment anava a desenvolupar la nova versió, amb Charley i Vlas Parlapanides com a guionistes i Roy Lee, Doug Davison, Dan Lin i Brian Witten com a productors.[65] El 30 d'abril de 2009, Variety va informar que Warner Bros., els distribuïdors estrella de les pel·lícules japoneses originals d'acció en viu, havia adquirit els drets per a una nova versió nord-americana, amb els guionistes i productors originals encara adjunts.[66] El 2009, Zac Efron va respondre als rumors que deien com ell interpretaria el paper principal de la pel·lícula afirmant que el projecte "no estava en primer el pla".[67] El 13 de gener de 2011, es va anunciar que Shane Black havia estat contractada per dirigir la pel·lícula, amb el guió escrit per Anthony Bagarozzi i Charles Mondry.[68] Els estudis de Warner van planejar canviar la història de fons de Light Yagami a una de venjança en lloc de justícia, eliminant al personatge de Shinigami de la història. Black es va oposar a aquest canvi, i no havia li va donar el vistplau per continuar.[69] El 2013, Black va confirmar en una entrevista amb Bleeding Cool que encara estava treballant en la pel·lícula.[70] El juliol de 2014, es rumoreaba que Gus Van Sant reemplaçaria a Black com el nou director de la pel·lícula, amb Dan Lin, Doug Davison, Roy Lee i Brian Witten com a productors a través de Vertigo Entertainment, Witten Pictures i Lin Pictures.[71] La pel·lícula va ser dirigida finalment per Adam Wingard i va ser distribuïda a la paltaforma Netflix l'agost de 2017. El film va rebre crítiques polaritzades, essent la majoria negatives, tant de la crítica com per part del públic, sobretot pels aficionats a la teàmtica.

- The Jetsons: Una adaptació en viu de The Jetsons va ser anunciada per primera vegada a la fi de 1984 per Paramount Pictures. La pel·lícula anava a ser executada per Gary Nardino i estrenada en 1985, però no ho va fer.[72] A finals de la dècada de 1980, Universal Studios va comprar els drets cinematogràfics de The Flintstones i The Jetsons de Hanna-Barbera Productions. El resultat va ser la pel·lícula animada Jetsons: The Movie, que es va estrenar en 1990. Al maig de 2007, el director Robert Rodriguez va entaular converses amb Universal Studios i Warner Bros. per filmar una adaptació de cinema d'acció en viu de The Jetsons per a una possible estrena teatral en 2009, havent discutit en aquest moment l'adreça d'una adaptació cinematogràfica de Land of the Lost amb Universal. Rodríguez no estava segur de quin el projecte seguiria a continuació, encara que l'últim esborrany de guió per The Jetsons per l'escriptor assignat Adam F. Goldberg estava més avançat en el desenvolupament.[73] La pel·lícula s'estrenaria en 2012. No obstant això, a principis de 2012, Warner Bros. Pictures va retardar indefinidament el llançament de la pel·lícula. També en 2012, Warner Bros. va contractar al duo de guionistes Van Robichaux i Evan Susser per reescriure el guió. La productora Denise Di Novi va dir en 2011 que Rodríguez estava fora del projecte perquè la seva visió de la pel·lícula "no era una versió d'estudi convencional". Kanye West va informar a través de Twitter el febrer de 2012 que estava en converses per ser director creatiu de The Jetsons.[74] Actualment l'adaptació no s'ha produit, essent una mostra de l'infern de desenvolupament que es tropa el projecte.

- Parc Juràsic IV: al març de 2001, Joe Johnston, director de Parc Juràsic III, va dir que ell i el productor executiu Steven Spielberg havien discutit la idea d'una història per a una quarta pel·lícula de Parc Juràsic, la qual Johnston no estava interessat en dirigir.[75] El maig de 2001, Spielberg va fer que Amblin Entertainment comencés el desenvolupament d'idees per a Parc Juràsic IV, pel·lícula que planejava produir.[76] En finalitzar Parc Juràsic III i la seva producció, Spielberg va idear una nova visió de la història que creia que hauria d'haver estat utilitzada per a la tercera pel·lícula.[77] El juny de 2001, Johnston va anunciar que no dirigiria la pel·lícula i que Spielberg tenia una idea de la història que estendria la mitologia de la sèrie.[78] El gener de 2003, Jeff Goldblum va dir que li havien demanat que romangués disponible per a una possible tornada del seu personatge, Ian Malcolm.[79] A finals del mateix mes, es va informar que la història involucraria a dinosaures que emigren al territori continental de Costa Rica. La trama es basaria en un equip d'experts, inclosos Alan Grant i Ian Malcolm, els quals planifiquen una expedició a una illa en alta mar i descobreixen els dinosaures que es reprodueixen lliurement. L'argument involucraria als personatges ideant una manera de restringir la propagació dels dinosaures i evitar un desastre ecològic.[80] El desembre de 2008, un mes després de la mort de Crichton, Marshall i Kennedy van dir que la quarta pel·lícula prevista en la seqüència havia estat abandonada.[81] A principis de 2010, Johnston va dir que Parc Juràsic IV seria essencialment el començament d'una segona trilogia de Parc Juràsic.[82][83] Johnston també va dir que la pel·lícula presentaria nous personatges i una història que no involucrava un parc temàtic de dinosaures, i que no usaria la història de l'esborrany inicial de 2004 de Sayles. Johnston esperava seguir desenvolupant el projecte amb Spielberg després que acabessin altres projectes, inclosa la pel·lícula de 2011 de Johnston, Capità Amèrica: El primer venjador.[84] Malgrat això, Spielberg va dir a l'octubre de 2011 que el guió estava sent escrit per Protosevich, i que sentia que la història en la qual estaven treballant era més forta que la de Parc Juràsic III.[85] L'11 de gener de 2013, Universal va dir que la pel·lícula es faria en 3D i es llançaria el 13 de juny de 2014.[86] Al febrer, es va informar que Kathleen Kennedy no produiria la pel·lícula a favor de centrar-se en Star Wars: El despertar de la Força per 2015.[87] Frank Marshall va assumir el control com a productor principal. Poc després, el director d'operacions d'estudi en Raleigh Studios en Baton Rouge, Louisiana, va confirmar que Universal Pictures havia reservat espai allà des d'abril fins a novembre de 2013, sense especificar el motiu.[88] La pel·lícula es va estrenar en més de 60 països a partir del 10 de juny de 2015.

- L'home que va matar el Quixot: una adaptació solta del conte del Quixot escrit i dirigit per Terry Gilliam. La producció va començar originalment el 1998, però durant el rodatge el 2000 van succeir diferents problemes, entre ells la destrucció de la instal·lació i l'equip a causa de inundacions, la sortida de actors dea la pel·lícula a causa d'una malaltia, a més de problemes per obtenir una assegurança per a la producció i dificultats financeres. El conjunt d'aquests esdeveniments van portar a una sobtada suspensió de la producció i la seva posterior cancel·lació. Part de l'infern de desenvolupament es mostra en el documental Lost in La Manxa. Gilliam va fer diversos intents addicionals per reactivar el projecte fins que el rodatge es va completar en 2017 i la pel·lícula acabada es va estrenar l'any següent.[89][90][91][92][93]

- Watchmen: la pel·lícula del 2009 basada en la novel·la gràfica d'Alan Moore de DC Comics va tenir diversos problemes; tals com el pas per quatre estudis diferents i diversos directors i guionistes que s'adjunten al projecte. L'adaptació del film es va aturar diverses vegades durant 20 anys, fins a 2006, quan Zack Snyder va ser contractat com a director de la pel·lícula. Finalment va ser estrenada el 6 de març de 2009.[94]

### Música
- Chinese Democracy: la banda de rock Guns N 'Roses va començar a treballar en aquest àlbum a la fi dels anys noranta. En el període entre la seva concepció i llançament, gairebé tota la formació de la banda havia canviat en nombroses ocasions. Una vegada va ser sobrenomenat per The New York Times "L'àlbum més car que mai es va fer".[95] Gravat en catorze estudis diferents amb costos de producció fins a $13 milions, Chinese Democracy es va llançar finalment al novembre de 2008.[96]

- The Smile Sessions: Els enregistraments d'arxiu de l'àlbum inacabat de The Beach Boys, Smile, van trigar gairebé 45 anys a realitzar-se fins a la data del seu llançament. Nombroses complicacions van contribuir a la seva demora excessivament perllongada, inclòs la por irracional del líder del grup Brian Wilson. El germà i company de banda Carl Wilson va comparar l'estructura de l'àlbum amb l'edició d'una pel·lícula, com explica el compilador Alan Boyd: "Crec que tenia raó sobre aquest tema. El tipus d'edició que requeria el projecte semblava més el procés d'armar una pel·lícula que gravar un àlbum de muàsica pop."[97]

### Videojocs
- Diable III: El desenvolupament va començar el 2000 per Blizzard North, va continuar fins al tancament de l'estudi el 2005.[98] Un desenvolupament completament nou va començar en 2006, i el joc es va llançar en 2012.

- Final Fantasy XV: Originalment titulat Final Fantasy Versus XIII, es va anunciar l'any 2006 com una derivació de Final Fantasy XIII exclusivament per PlayStation 3. Després d'un llarg període amb poques notícies sobre el joc, es va tornar a anunciar com a proper lliurament de la línia principal la sèrie sobre PlayStation 4 i Xbox One, que va patir grans canvis d'adreça, com fer del joc una història independent i reemplaçar a l'heroïna principal.[99][100] El joc es va llançar a tot el món el 29 de novembre de 2016, més de 10 anys després de l'anunci inicial, però així i tot la història estava incompleta i es va reparar a través d'un DLC episódico.[101][102][103]

- Star Citizen: el desenvolupament del joc va començar el 2011, i majoritàriament va ser finançat amb una gran campanya de finançament col·lectiu. El joc es va planejar originalment per ser llançat el 2014, però els retards significatius en la producció i l'expansió de les funcions de joc van fer que es retardés indefinidament. A causa de la mala gestió, part del treball inicial realitzat per al mòdul de trets en primera persona van ser eliminats per complet, la qual cosa va generar un desaprofitament de recursos financers i temps de desenvolupament.[104] Actualment no hi ha una data de llançament clara per al joc.

- Team Fortress 2: va ser anunciat en 1999 i va trigar 8 anys a ser llançat. Mostrant un canvi revolucionari en la jugabilitat i la direcció artística, el llançament a Amèrica del Nord es va dur a terme el 9 d'octubre de 2007. A diferència de la gran majoria de jocs que van quedar atrapats en l'infern del desenvolupament, el desenvolupament de Team Fortress 2 va ser bastant estructurat i va rebre un gran reconeixement per part dels crítics en el moment del seu llançament.[105]

- Tekken X Street Fighter: aquest joc de lluita creuada es va anunciar el 24 de juliol de 2010 en la Comic-Con de Sant Diego 2010 juntament amb Street Fighter X Tekken, produïda per Capcom. Es va planificar el llançament del joc per a les consoles PlayStation 3 i Xbox 360.[106][107][108][109] Els projectes encara estava en les seves primeres etapes de desenvolupament i no es van publicar imatges ni videos en la Comic-Con del 2010.[110][111] El 22 d'abril de 2016, Harada va declarar que el desenvolupament de Tekken X Street Fighter estava ara oficialment en espera.[112] Actualment el joc encara està en fase de desenvolupament.